# Amboise (zámek)
Zámek Amboise (francouzsky Château d'Amboise) je zámek ve francouzském městě Amboise na Loiře v departementu Indre-et-Loire. Patří ke kulturně-historicky nejdůležitějším zámkům na Loiře a je klasifikován jako francouzská historická památka. V minulosti sloužil jako residence francouzských králů z dynastie Valois. 
V zámecké kapli sv. Huberta se nachází hrobka, v níž jsou údajně uloženy ostatky Leonarda da Vinci.

## Historie
Zámek se nachází na skále nad městem a stojí na základech středověkého hradu, který po více než čtyři století patřil rodu Amboise. Během stoleté války roku 1434 hrad zkonfiskoval král Karel VII. Francouzský, který zde následně nechal provést první velké stavební úpravy a sídlil tu se svým dvorem. K nejrozsáhlejší přestavbě došlo za vlády Karlova syna Ludvíka XI., kdy byl původní hrad z větší části stržen a na jižní straně areálu vznikla do roku 1468 novostavba s obytnými komnatami.
Jako královská residence objekt sloužil i nadále během francouzské renesance. Po roce 1490 nechal Karel VIII. Francouzský podstatně rozšířit park a přebudovat staré hradní zdi a budovy. I když zámek na první pohled působí jako hrad, byl jedním z prvních, u nichž byly použity renesanční prvky. Karel VIII. si totiž přál moderní rezidenci. Nechal na zámku postavit kapli svatého Huberta a pověřil italského zahradního architekta Pacella da Merciogliano vytvořením prvního renesančního parku ve Francii. V zimě dokonce sám dohlížel na stavební práce. 
K dalším panovníkům, kteří v Amboise sídlili, patřili Ludvík XII. (vládl v letech 1498–1515, nechal postavit druhé křídlo) a František I. (vládl v letech 1515–1547).